# Kalezh
Kalezh (en ruso: Кале́ж, en adigué: Къэлэжъ) es un aul del distrito de Lázarevskoye de la unidad municipal de la ciudad de Sochi del krai de Krasnodar, en el sur de Rusia. Está situado en la confluencia de un pequeño torrente en la orilla izquierda del río Ashé, una decena de km tierra adentro desde la costa nordeste del mar Negro, 55 km al noroeste de Sochi y 118 km al sureste de Krasnodar, la capital del krai. Tenía 393 habitantes en 2010.
Es centro administrativo del ókrug rural Lygotjski, al que pertenecen asimismo Lygotj, Nadzhigo, Jadzhiko y Mamédova Shchel. La principal nacionalidad del ókrug es la adigué-shapsug.

## Historia
El nombre de la localidad, un antiguo aul adigué-shapsug significa en idioma adigué "ciudad/fortaleza antigua". El asentamiento moderno fue fundado el 4 de diciembre de 1869 como asentamiento Aleksandróvskoye en el ókrug Veliáminovski de la gubernia de Chernomore. Cambió su nombre a Krasnoaleksándrovskoye en algún momento entre 1910 y el 1 de enero de 1917. En registros del 26 de abril de 1923 aparece como parte del volost Lázarevskoye del ókrug del Mar Negro del óblast de Kubán-Mar Negro. En septiembre de 1924 pasó a formar parte del raión nacional shapsug del krai del Sudeste y desde junio de 1930 fue designado como centro del raión. No antes de 1925 se distinguieron en la localidad el jútor Pervi Krasnoaleksándrovskoye, que más tarde sería rebautizado como Jadzhiko, el jútor Treti Krasnoaleksándrovskoye, que más tarde sería Lygotj y el jútor Vtorói Krasnoaleksándrovskoye, que entre 26 de diciembre de 1962 y el 12 de enero de 1965 pasó al raión de Tuapsé. Por ukaz del Soviet Supremo de Rusia del 1 de marzo de 1993 fue rebautizado como aul Kalezh.

## Lugares de interés
Alrededor de la localidad se hallan los numerosos dólmenes del valle del río Ashé. Del otro lado del río hay una cueva, conocida como Peshchera vedm (Пещера ведьм). En el valle del río y sus afluentes se forman varias cascadas.

## Transporte
Río abajo, en la desembocadura en la costa del mar Negro en el mikroraión Ashé, se halla una plataforma ferroviaria de la línea Tuapsé-Sujumi de la red del ferrocarril del Cáucaso Norte y la carretera federal M27 Dzhubga-frontera abjasa.
El autobús nº159 conecta la localidad con Lázarevskoye.